# Euphorbia hottentota
Euphorbia hottentota es una especie fanerógama perteneciente a la familia de las euforbiáceas. Es endémica de Namibia y Sudáfrica en la Provincia del Cabo.

## Descripción
Es una planta suculenta arbustiva y perennifolia que alcanza un tamaño de  1.5 a 2 m de altura. Se encuentra a una altitud de  750 - 1500 metros.

## Taxonomía
Euphorbia hottentota fue descrita por Hermann Wilhelm Rudolf Marloth y publicado en South African Journal of Science 27: 336. 1930.
Etimología
Euphorbia: nombre genérico que deriva del médico griego del rey Juba II de Mauritania (52 a 50 a. C. - 23), Euphorbus, en su honor – o en alusión a su gran vientre –  ya que usaba médicamente Euphorbia resinifera. En 1753 Carlos Linneo asignó el nombre a todo el género.
hottentota: epíteto geográfico que alude a su localización en la región de los hotentotes.